# Broek op Langedijk
Pour les articles homonymes, voir Broek.
Broek op Langedijk est un village néerlandais situé dans la commune de Langedijk, en province de Hollande-Septentrionale.

## Histoire
Broek op Langedijk — parfois orthographié Broek op Langendijk — est une commune indépendante jusqu'au 1er août 1941, date à laquelle elle fusionne avec Noord-Scharwoude, Oudkarspel et Zuid-Scharwoude, pour former la nouvelle commune de Langedijk.

## Géographie

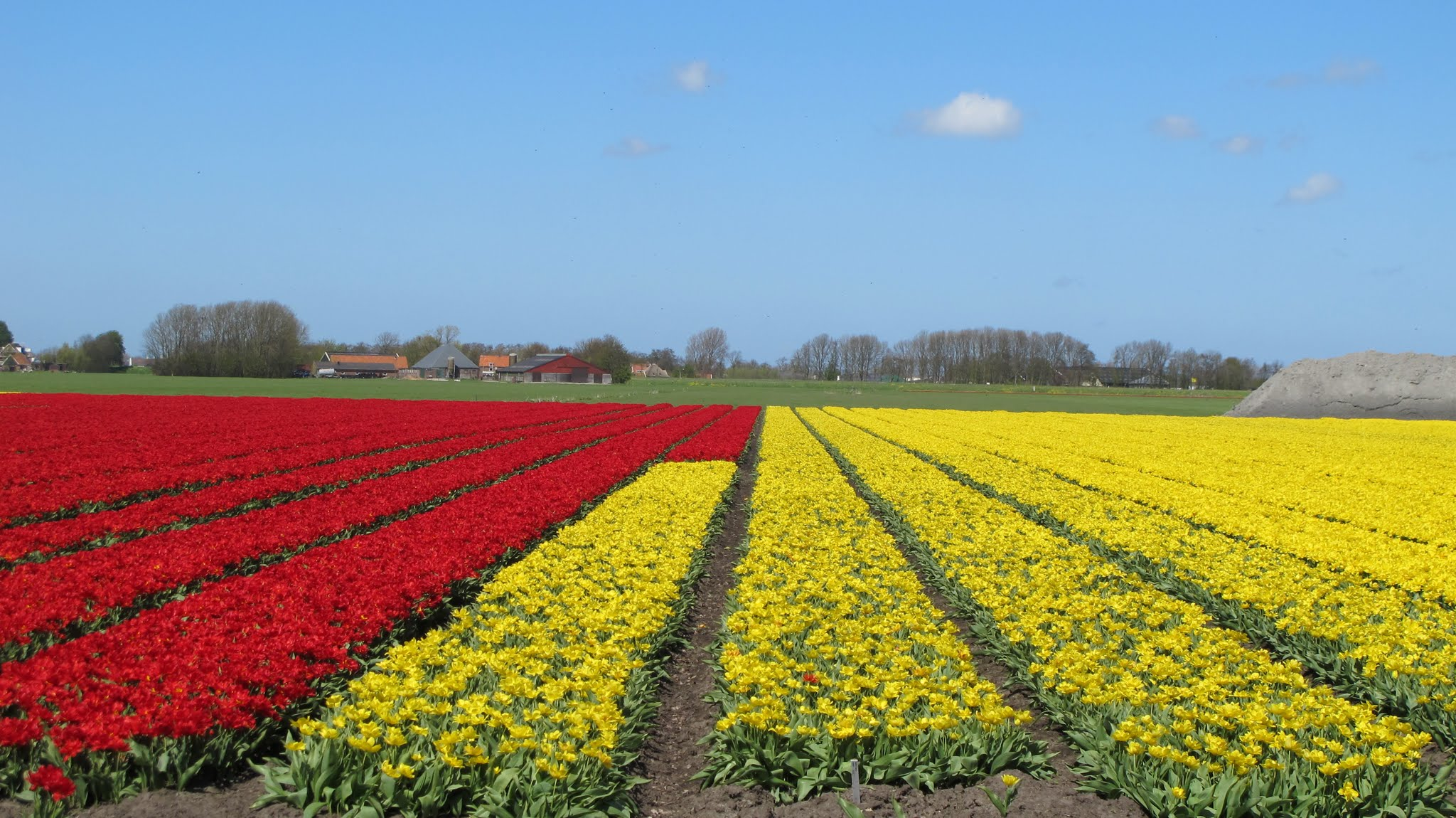
Champs de fleurs autour du village.

Le village est situé au sud du centre urbain de Langedijk, juste au nord-ouest de Heerhugowaard. Il couvre une superficie de 4,63 km2.

## Démographie
Le 1er janvier 2018, le village compte 6 035 habitants selon le Bureau central de la statistique (CBS).

## Dans la culture populaire
Le village apparaît dans le film américain Spider-Man: Far From Home, réalisé par Jon Watts et sorti en 2019. Peter Parker s'y retrouve par accident, s'échappe d'un centre de détention municipal et demande à un habitant du village où il se trouve. Parker lui fait dire le nom du village directement dans son téléphone, ce qui permet à Happy Hogan de venir le chercher en avion.